# 立陶宛交通及通訊部
立陶宛共和國交通及通訊部是立陶宛政府的一個部門，負責維持交通系統及各類交通基礎設施運作及發展、確保各類車輛的行車安全、聯合運輸、中轉、物流、電子通訊、郵政、危險品運輸等政務。這些政務都受《立陶宛憲法》、總統與總理公布的法令、國會通過的法律授權、施行。現任立陶宛交通及通訊部長為馬里烏斯·斯庫迪斯。

## 歷任部長
立陶宛波蘭族選舉行動－基督教家庭聯盟
  祖國聯盟－立陶宛基督教民主黨
  自由運動
  自由聯盟
  立陶宛社會民主黨
  無黨籍
| 交通及通訊部長 | 交通及通訊部長                              | 交通及通訊部長                       | 交通及通訊部長                      | 交通及通訊部長 | 交通及通訊部長 | 交通及通訊部長 |
| 次序           | 部長                                        | 政黨                                 | 內閣                                | 任期           | 任期           | 任期           |
| 次序           | 部長                                        | 政黨                                 | 內閣                                | 上任日期       | 卸任日期       | 任期天數       |
| -------------- | ------------------------------------------- | ------------------------------------ | ----------------------------------- | -------------- | -------------- | -------------- |
| 1              | 喬納斯·比爾茲基斯 （1932年生）              | 無黨籍                               | 卡濟梅拉·布倫斯基恩內閣             | 1990年1月17日  | 1991年1月10日  | 358天          |
| 2              | 喬納斯·比爾茲基斯 （1932年生）              | 無黨籍                               | 阿爾貝塔斯·希梅納斯內閣             | 1991年1月10日  | 1991年1月13日  | 3天            |
| 3              | 喬納斯·比爾茲基斯 （1932年生）              | 無黨籍                               | 第一次格季米納斯·瓦格諾柳斯內閣     | 1991年1月13日  | 1992年7月21日  | 555天          |
| 4              | 喬納斯·比爾茲基斯 （1932年生）              | 無黨籍                               | 亞歷山德拉斯·阿比沙拉內閣           | 1992年7月21日  | 1992年12月17日 | 149天          |
| 5              | 喬納斯·比爾茲基斯 （1932年生）              | 無黨籍                               | 布羅尼斯洛瓦斯·盧比斯內閣           | 1992年12月17日 | 1993年3月31日  | 104天          |
| 6              | 喬納斯·比爾茲基斯 （1932年生）              | 無黨籍                               | 阿道法斯·什萊扎維丘斯內閣           | 1993年3月31日  | 1996年3月19日  | 1084天         |
| 7              | 喬納斯·比爾茲基斯 （1932年生）              | 無黨籍                               | 勞里納斯·斯坦科維丘斯內閣           | 1996年3月19日  | 1996年12月10日 | 266天          |
| 8              | 阿爾吉斯·日瓦柳斯卡斯 （1955年生）          | 祖國聯盟                             | 第二次格季米納斯·瓦格諾柳斯內閣     | 1996年12月10日 | 1998年11月25日 | 715天          |
| 9              | 里曼塔斯·迪迪奧卡斯 （1953年生）            | 祖國聯盟                             | 第二次格季米納斯·瓦格諾柳斯內閣     | 1999年1月6日   | 1999年6月10日  | 155天          |
| 10             | 里曼塔斯·迪迪奧卡斯 （1953年生）            | 祖國聯盟                             | 第一次羅蘭達斯·帕克薩斯內閣         | 1999年6月10日  | 1999年11月11日 | 154天          |
| 11             | 里曼塔斯·迪迪奧卡斯 （1953年生）            | 祖國聯盟                             | 第一次安德留斯·庫比柳斯內閣         | 1999年11月11日 | 2000年11月9日  | 364天          |
| 12             | 金塔拉斯·斯特里亞烏卡斯 （1960年生）        | 自由聯盟                             | 第二次羅蘭達斯·帕克薩斯內閣         | 2000年11月9日  | 2001年1月24日  | 76天           |
| 13             | 代利斯·阿爾方薩斯·巴拉考斯卡斯 （1952年生） | 自由聯盟                             | 第二次羅蘭達斯·帕克薩斯內閣         | 2001年1月24日  | 2001年7月12日  | 169天          |
| 14             | 西格曼塔斯·巴尔奇蒂斯 （1953年生）          | 立陶宛社會民主黨                     | 第一次阿爾吉爾達斯·布拉藻斯卡斯內閣 | 2001年7月12日  | 2004年12月14日 | 1251天         |
| 15             | 西格曼塔斯·巴尔奇蒂斯 （1953年生）          | 立陶宛社會民主黨                     | 第二次阿爾吉爾達斯·布拉藻斯卡斯內閣 | 2004年12月14日 | 2005年5月14日  | 151天          |
| 16             | 彼得拉斯·切斯納 （1945年生）                | 立陶宛社會民主黨                     | 第二次阿爾吉爾達斯·布拉藻斯卡斯內閣 | 2005年6月10日  | 2006年7月18日  | 403天          |
| 17             | 阿尔吉尔达斯·布特克维丘斯 （1958年生）      | 立陶宛社會民主黨                     | 格迪米納斯·基爾基拉斯內閣           | 2006年7月18日  | 2008年5月27日  | 679天          |
| 18             | 埃利吉尤斯·馬修利斯 （1974年生）            | 自由運動                             | 第二次安德留斯·庫比柳斯內閣         | 2008年12月9日  | 2012年12月13日 | 1465天         |
| 19             | 里曼塔斯·辛克維休斯 （1952年生）            | 立陶宛社會民主黨                     | 阿爾吉爾達斯·布特凱維丘斯內閣       | 2012年12月13日 | 2016年12月13日 | 1461天         |
| 20             | 羅卡斯·馬休利斯 （1969年生）                | 無黨籍                               | 薩烏留斯·思科威爾內里內閣           | 2016年12月13日 | 2019年8月7日   | 967天          |
| 21             | 亞羅斯拉夫·納爾克維奇 （1962年生）          | 立陶宛波蘭族選舉行動－基督教家庭聯盟 | 薩烏留斯·思科威爾內里內閣           | 2019年8月7日   | 2020年12月11日 | 492天          |
| 22             | 馬里烏斯·斯庫迪斯 （1985年生）              | 無黨籍                               | 因格麗達·希莫尼特內閣               | 2020年12月11日 | 現任           | 1563天         |

## 外部連結
- 官方网站 （立陶宛文）（英文）